# Пригородное (Гвардейский район)
Пригородное — посёлок в Гвардейском городском округе Калининградской области. Входит в состав Гвардейского городского поселения.

## Население
| 2002 | 2010 | 2014 |
| ---- | ---- | ---- |
| 215  | ↗231 | ↘222 |

## История
Населенный пункт Хазенберг в 1946 году был переименован в поселок Пригородное.